# أبو محمود الخجندي
أَبُو مَحْمُودْ حَمِيدٍ بْنْ اَلْخِضْرْ اَلْخَجَنْدِي، هو فلكي ورياضي مسلم طاجيكي ؛ والذي عاش في اواخر القرن العاشر للميلاد وساعد في بناء المرصد الفلكي بالقرب من مدينة الري ( والتي تقع بالقرب من مدينة طهران اليوم) في إيران. ولد في مدينة خجند ( طاجيكستان حاليا) في حوالي 940 ميلادية وتوفي سنة 1000 للميلاد.

## حياته
لا نعرف سوى القليل عن حياة الخجندي ولم يصل إلينا منه سوى كتاباته التي تمت إنقاذها والملاحظات التي كتبها نصر الدين طوسي. ويبدو من العادل القول من وجهة نظر وملاحظات نصر الدين طوسي أن الخجندي كان واحداً من الحكام الفارسيين الذين حكموا المجتمع المغولي في إقليم خودزهاند، وبهذا لا بد وأن ينحدر الخجندي من سلالة العائلة الحاكمة.

## إنجازاته العلمية

### في علم الفلك
من إنجازات الحضارة الإسلامية في علم الفلك، عمل الخجندي بتشجيع ودعم مالي من الأمراء البويههيين في مدينة راي[ ؟ ] بإيران؛ حيث عرف بأنه باني أول وأضخم مرصد فلكي متحرك في العالم وذلك في السنة 994 للميلاد.
كما قام الخجندي بحساب الميل المحوري بدقة ليكون قيمته: 23 درجة و32 دقيقة و19 ثانية ( 23.53ْ)، والتي كانت عبارة عن تحسين معنوي للقيمة التي حسبها الإغريقيين القدماء: 23 درجة و51 دقيقة و20 ثانية (23.86ْ)؛ ولا تزال القيمة التي حسبها الخجندي قريبة جداً للمقياس الحديث وهو: 23 درجة و26 دقيقة (23.44ْ).

### في الرياضيات
ومن منجزات الحضارة الإسلامية في الرياضيات، أعلن الخجندي بوضوح وجود حالة خاصة من مبرهنة فيرما الأخيرة عندما يكون قيمة ن= 3، ولكن محاولته لإثبات النظرية كانت غير صائبة. يمكن أن يعزو فضل اكتشاف قانون الجيب للمثلثات الكروية إلى الخجندي، ولكنه لا يزال غير واضح إذا كان الخجندي هو أول من اكتشف قانون الجيب؛ أو إذا كان أبو النصر منصور أو أبو الوفا هما من اكتشفاه أولاً.